# Empilement de sphères dans une sphère
Pour les articles homonymes, voir Empilement.
L'empilement de sphères dans une sphère est un problème d'empilement tridimensionnel dont l'objectif est d'empiler des sphères identiques de nombre n dans une sphère unité. C’est l’équivalent tridimensionnel du problème bidimensionnel de l'empilement de cercles dans un cercle.
| Nombre de sphères unités n | Rayon maximal des sphères intérieures | Rayon maximal des sphères intérieures | Optimalité     | Figure |
| Nombre de sphères unités n | Forme exacte | Approximation                         | Optimalité     | Figure |
| -------------------------- | --- | ------------------------------------- | -------------- | ------ |
| 1                          | {\displaystyle 1} | 1,0000                                | Trivial        |        |
| 2                          | {\displaystyle {\dfrac {1}{2}}} | 0,5000                                | Trivial        |        |
| 3                          | {\displaystyle 2{\sqrt {3}}-3} | 0,4641...                             | Trivial        |        |
| 4                          | {\displaystyle {\sqrt {6}}-2} | 0,4494...                             | Prouvé optimal |        |
| 5                          | {\displaystyle {\sqrt {2}}-1} | 0,4142...                             | Prouvé optimal |        |
| 6                          | {\displaystyle {\sqrt {2}}-1} | 0,4142...                             | Prouvé optimal |        |
| 7                          | {\displaystyle {\frac {1}{{\frac {{\sqrt {3}}+2\cos \left({\frac {\pi }{18}}\right)}{\sqrt {2+2{\sqrt {3}}\cos \left({\frac {\pi }{18}}\right)}}}+1}}} | 0,3859...                             | Prouvé optimal |        |
| 8                          | {\displaystyle {\frac {1}{{\sqrt {2+{\frac {1}{\sqrt {2}}}}}+1}}}                                                                                      | 0,3780...                             | Prouvé optimal |        |
| 9                          | {\displaystyle {\frac {{\sqrt {3}}-1}{2}}} | 0,3660...                             | Prouvé optimal |        |
| 10                         | | 0,3530...                             | Prouvé optimal |        |
| 11                         | {\displaystyle {\dfrac {{\sqrt {5}}-3}{2}}+{\sqrt {5-2{\sqrt {5}}}}}                                                                                   | 0,3445...                             | Prouvé optimal |        |
| 12                         | {\displaystyle {\dfrac {{\sqrt {5}}-3}{2}}+{\sqrt {5-2{\sqrt {5}}}}}                                                                                   | 0,3445...                             | Prouvé optimal |        |